# Jason Witten
Christopher Jason Witten (* 6. Mai 1982 in Elizabethton, Tennessee) ist ein ehemaliger US-amerikanischer Footballspieler. Er spielte bislang 15 Jahre lang als Tight End in der National Football League (NFL) für die Dallas Cowboys und war nach einem Jahr im Ruhestand 2019 wieder für sie aktiv. Witten arbeitete in der Zwischenzeit als Sportexperte bei ESPN. In der Saison 2020 stand Witten bei den Las Vegas Raiders unter Vertrag.

## Laufbahn
Witten spielte bereits auf der Highschool in seiner Heimatstadt American Football. Er lief als Tight End und Linebacker auf. Auf seinem College, der University of Tennessee, kam er nur noch als Tight End zum Einsatz. Nach drei Jahren verließ er vorzeitig das College. Witten wurde im NFL Draft 2003 von den Dallas Cowboys als 69. Spieler verpflichtet. Die Cowboys wurden von Bill Parcells trainiert, der Witten im Laufe seiner ersten Saison auch als Starter einsetzte. In dieser Spielrunde gelangen ihm 35 Passfänge. 2007 hatte Witten dann sein statistisch bestes Jahr. Von Tony Romo, der sich ab der Saison 2006 als Starting-Quarterback der Cowboys etablierte, immer wieder in Szene gesetzt, gelangen ihm in der Saison 2007 96 Passfänge für einen Raumgewinn von 1.145 Yards. Außerdem egalisierte er in diesem Jahr mit 15 Passfängen den NFL-Rekord für die meisten gefangenen Pässe in einem Spiel als Tight End. In den Jahren 2003, 2006, 2007, 2009 und 2014 konnte sich Witten mit seinem Team jeweils für die Play-offs qualifizieren. Am 7. Dezember 2015 brach er beim 19–16-Erfolg über die Washington Redskins als zwölfter Spieler der NFL-Geschichte und erst zweiter Tight End nach Tony Gonzalez die Marke von 1000 gefangenen Pässen.
Elf Mal nahm er am Pro Bowl teil, dem Saisonabschlussspiel der besten Spieler einer Saison. Nach 15 Spielzeiten für die Cowboys beendete Witten kurz nach dem Draft 2018 seine aktive Karriere, um als Sportexperte bei ESPN anzufangen. Seine Leistungen als Analyst für Monday Night Football wurden überwiegend als schlecht bezeichnet. Am 28. Februar 2019 gab Witten bekannt, aus dem Ruhestand zurückzukehren und bei den Cowboys zu spielen. Er unterschrieb einen Einjahresvertrag über 5 Millionen US-Dollar.
Vor der Saison 2020 unterschrieb Witten einen Einjahresvertrag über vier Millionen Dollar bei den Las Vegas Raiders. Nach der Saison gab Witten erneut sein Karriereende bekannt.

## Abseits der NFL
Witten ist mit einer Krankenschwester verheiratet und hat jeweils zwei Söhne und Töchter. Er engagiert sich in seiner eigenen Stiftung, die Kinder aus schwierigen Verhältnissen unterstützt.